# نبرد کیشکا
نبرد کیشکا (انگلیسی: Operation Cottage) یکی از نبردهای جنگ اقیانوس آرام بود.